# Niedersächsisches Spargelmuseum

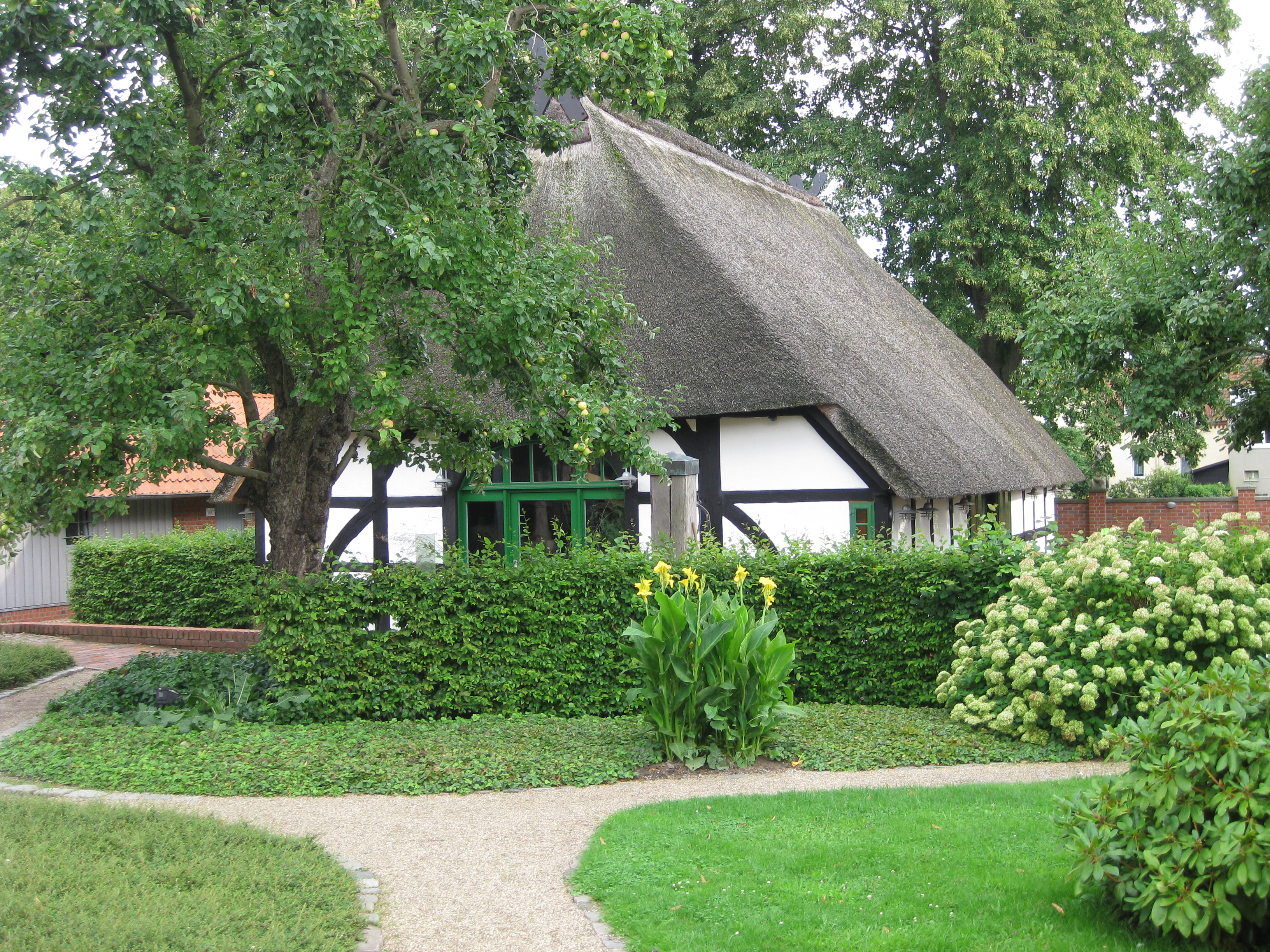
Niedersächsisches Spargelmuseum

Das Niedersächsische Spargelmuseum in Nienburg/Weser ist ein Regionalmuseum in öffentlicher Trägerschaft. Es ist Teil des auf mehrere Standorte verteilten Museums Nienburg.
Im Jahr 2005 wurde es an der Niedersächsischen Spargelstraße eröffnet. Es ist ein Spezialmuseum, das über den Anbau, die Ernte, die Verarbeitung, den Vertrieb und die Vermarktung des Spargels informiert. Dokumentiert werden 120 Jahre Spargelgeschichte im Nienburger Raum, stellvertretend auch für andere bedeutende niedersächsische Spargelregionen wie Braunschweig und Burgdorf.
Das Museum befindet sich in einem fast 400 Jahre alten Hallenhaus im Garten des Quaet-Faslem-Hauses. Es diente in Dolldorf als Bauernhaus und wurde 1963 an seinen Standort in Nienburg transloziert. Im Museum sind historische Maschinen, Arbeitsgeräte und -zubehör und andere Zeugnisse aus Spargel verarbeitenden Betrieben Nienburgs ausgestellt.